# South Brook
South Brook es un pueblo canadiense situado en la provincia de Terranova y Labrador.

## Superficie
South Brook tiene una superficie de 8,72 km².

## Demografía
En 2021, tenía 420 habitantes, una densidad poblacional de 48,1 hab./km², y 243 viviendas.